# 河谷幸生
河谷 幸生（かわたに ゆきお、1956年6月1日 - ）は、日本の地方公務員、土木技術者。大阪水道総合サービス社長、大阪市水道局長、クリアウォーターOSAKA社長。

## 経歴
京都大学大学院工学研究科耐震工学専攻修了。1982年（昭和57年）4月、大阪市役所入庁。同市水道局工務部水質試験所調査主幹、工務部計画課長、工務部長、同建設局下水道河川部長。当時、クリアウォーターOSAKA設立に繋がる下水道事業の上下分離に携わった。
2014年（平成26年）、大阪水道総合サービス社長に就任。同社はそれまで毎年約2億円の赤字を計上する状況であったが、人事考課と連動した内部統制を敷き3年連続黒字を計上。
2017年4月から初の公募から大阪市水道局長（水道事業管理者）に選任された。技術系からの水道局長就任は久々だった。退任後に生活衛生事業功労者（水道関係功労者）として厚生労働大臣表彰受賞、日本水道協会会長表彰。
2021年（令和3年）4月からクリアウォーターOSAKA代表取締役。